# Кавалейру, Иван
Ива́н Рика́рду Не́виш Абре́у Кавале́йру (порт. Ivan Ricardo Neves Abreu Cavaleiro; родился 18 октября 1993 года в Вила-Франка-ди-Шира, Португалия) — португальский футболист, вингер клуба «Ред Булл Брагантино». Выступал за сборную Португалии.

## Клубная карьера

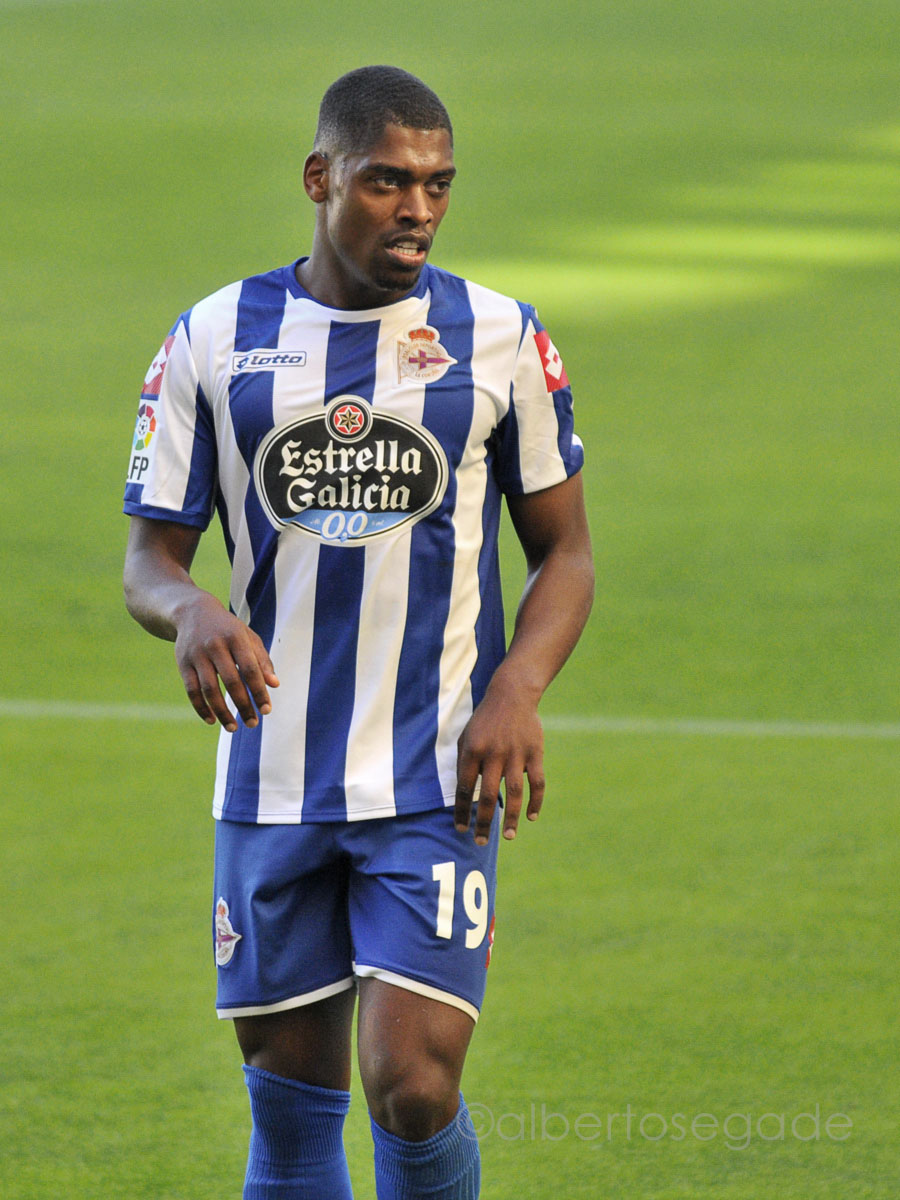
Кавалейру в составе «Депортиво Ла-Корунья»

Кавалейру начал карьеру в футбольной академии клуба «Бенфика». В 2012 году он довольно успешно начал выступать за дублирующий состав команды, забивая гол почти в каждом втором матче. 23 октября в матче розыгрыша Кубка чемпионов против греческого «Олимпиакоса» Кавалейру дебютировал за «орлов», заменив Ола Джона во втором тайме. 27 октября в мачте против «Насьонала» Иван дебютировал в Сангриш Лиге. 15 января 2014 года в матче Кубка Португалии против «Лейшойнш» Кавалейру забил свой первый гол.
Летом 2014 года для получения игровой практики Иван на правах аренды перешёл в испанский «Депортиво Ла-Корунья». 23 августа в матче против «Гранады» он дебютировал в Ла Лиге. В этом же поединке Кавалейру забил свой первый гол за новый клуб.
10 июля 2015 года нападающий перешёл в «Монако», с которым заключил контракт до 2020 года. 28 июля в отборочном раунде Лиги чемпионом против швейцарского «Янг Бойз» Иван дебютировал за новую команду. 4 августа в ответном поединке Кавалейру забил свой первый гол за монегасков.
Летом 2016 года Иван перешёл в английский «Вулверхэмптон Уондерерс», подписав пятилетний контракт. Сумма трансфера составила 8 млн евро. 10 сентября в матче против «Бертон Альбион» он дебютировал в Чемпионшипе. 24 сентября в поединке «Брентфорда» Кавалейру забил свой первый гол за новую команду.

## Международная карьера
В 2013 году Кавалейру в составе молодёжной сборной Португалии принял участие в молодёжном Чемпионате мира в Турции. На турнире он сыграл в матчах против сборных Северной Кореи, Кубы, Нигерии и Ганы. 14 августа в товарищеском матче против молодёжной сборной Швейцарии Иван сделал хет-трик.
5 марта 2014 года в товарищеском матче против сборной Камеруна Кавалейру дебютировал за сборную Португалии, заменив во втором тайме Сильвестра Варелу.
В 2015 году в составе молодёжной сборной Португалии Иван завоевал серебряные медали молодёжного чемпионата Европы в Чехии. На турнире он сыграл в матчах против сборных Англии, Германии и дважды Швеции.

## Достижения
«Бенфика»
- Чемпион Португалии: 2013/14
- Обладатель Кубка Португалии: 2013/14

Португалия (до 20 лет)
- Финалист молодёжного чемпионата Европы: 2015